# Commelina africana
Commelina africana är en himmelsblomsväxtart som beskrevs av Carl von Linné. Commelina africana ingår i släktet himmelsblommor, och familjen himmelsblomsväxter.

## Underarter
Arten delas in i följande underarter:
- C. a. africana
- C. a. diffusa
- C. a. karooica
- C. a. krebsiana
- C. a. lancispatha
- C. a. mannii